# This Fool Can Die Now
This Fool Can Die Now es el cuarto álbum de estudio de la cantautora Scout Niblett, lanzado el 15 de octubre de 2007 por Too Pure. Este álbum es la tercera colaboración de Niblett con el productor Steve Albini. El álbum también contiene varios duetos y colaboraciones con Will Oldham.

## Lista de canciones
Todas las canciones fueron escritas por Scout Niblett, excepto las pistas 1, 7,11 y 13.
Todas las canciones escritas y compuestas por Scout Niblett, unless otherwise noted. 
| N.º | Título                                                       | Duración |  |
| 1.  | «Do You Want to Be Buried with My People?» (ft. Will Oldham) | 5:41     |  |
| 2.  | «Kiss» (ft. Will Oldham)                                     | 6:09     |  |
| 3.  | «Moon Lake»                                                  | 2:01     |  |
| 4.  | «Let Thine Heart Be Warned»                                  | 3:46     |  |
| 5.  | «Your Last Chariot»                                          | 2:33     |  |
| 6.  | «Black Hearted Queen»                                        | 3:31     |  |
| 7.  | «River of No Return» (ft. Will Oldham)                       | 2:35     |  |
| 8.  | «Nevada»                                                     | 5:27     |  |
| 9.  | «Baby Emma»                                                  | 3:32     |  |
| 10. | «Yummy»                                                      | 4:34     |  |
| 11. | «Dinosaur Egg»                                               | 3:51     |  |
| 12. | «Hide and Seek»                                              | 5:07     |  |
| 13. | «Comfort You» (ft. Will Oldham)                              | 2:53     |  |
| 14. | «Fishes and Honey»                                           | 4:02     |  |